# Charles Gaines
Charles Gaines (Houston, Texas, 15 d'octubre de 1981) és un jugador de bàsquet nord-americà que juga d'escorta.

## Carrera esportiva
Es va formar a la Klein Forest High School de Houston, i el seu periple universitari el va desenvolupar a Southern Miss Golden Eagles. L'any 2004 va jugar a la CBA, i en el mes de març de 2005 se'n va anar a la lliga italiana. La temporada següent la va disputar amb l'ASVEL Lyon-Villeurbanne francès, i en la temporada 2006-07 va fitxar pel Joventut de Badalona, amb el qual també va jugar l'Eurolliga, amb una mitjana de 10,3 punts i 6,3 rebots. Després de l'experiència a Badalona, Gaines va fitxar pel Galatasaray Cafè Crown turc per, després, anar-se'n als Spurs, on va ser tallat abans de començar la temporada, el que va propiciar que recalés a la Lliga de desenvolupament de l'NBA. En gener de 2009 fitxà pel Maccabi Tel Aviv.